# Maud von Ossietzky
Maud Hester von Ossietzky (* 11. Dezember 1884 – laut Heiratsurkunde 1888 – in Hyderabad, Indien; † 12. Mai 1974 in Berlin; geborene Lichfield-Woods) war die Tochter eines britischen Offiziers und Urenkelin einer indischen Prinzessin. Sie war die Ehefrau des deutschen Journalisten und Friedensnobelpreisträgers Carl von Ossietzky und gehörte nach dem Ende des Zweiten Weltkriegs zu den Wiederbegründern der Zeitschrift Die Weltbühne, die von Oktober 1927 bis zum März 1933 von ihrem Mann herausgegeben worden war.

## Leben
Maud Lichfield-Woods Vater starb, als sie sechs Jahre alt war, ihre Mutter ein Jahr später; daher wurde sie von einer Tante in England aufgenommen. Diese gab ihre Nichte ins Internat, was Maud von Ossietzky in ihren Lebenserinnerungen als wenig angenehm schildert. Mit Erreichen der Volljährigkeit zog sie nach Manchester, wo sie als Krankenschwester arbeitete und sich den Suffragetten anschloss.
Als Carl von Ossietzky seine spätere Ehefrau kennenlernte, war diese bereits seit mehreren Jahren politisch aktiv und in der englischen Frauenrechtsbewegung engagiert. Sie trafen sich zum ersten Mal im Januar 1911 im Hamburger Dammtor Café. Am 19. August 1913 heirateten die beiden in England. Zum Zeitpunkt ihrer Hochzeit besaß Maud von Ossietzky noch ein beachtliches Vermögen aus dem Erbe ihres Vaters. Dies wurde jedoch zu Beginn des Ersten Weltkrieges beschlagnahmt.
Nach Ende des Ersten Weltkrieges zog die Familie von Hamburg nach Berlin, wo am 21. Dezember 1919 die Tochter Rosalinde zur Welt kam. Dass Carl von Ossietzky in den 1920er Jahren ein vielbeschäftigter Journalist war und später Herausgeber der Weltbühne wurde, scheint das Familienleben sehr beeinträchtigt zu haben. „Das Blatt nahm mir meinen Vater und machte meine Mutter krank“, beklagte sich Tochter Rosalinde rückblickend. Mit dieser Krankheit ist die Alkoholsucht von Maud von Ossietzky gemeint.
Die gesundheitlichen Probleme sollen auch dazu geführt haben, dass Carl von Ossietzky in der Nacht des Reichstagsbrandes verhaftet wurde und Deutschland nicht verlassen konnte. Da er seine Frau in dieser Nacht nicht unangekündigt allein lassen wollte, kehrte er trotz eindringlicher Warnungen in seine Wohnung zurück, wo ihn am frühen Morgen des 28. Februar 1933 zwei Polizisten festnahmen.
Nach der Verhaftung ihres Mannes verbrachte Maud von Ossietzky einige Zeit in einem Berliner Sanatorium, später zog sie zu ihrem Schwiegervater nach Hamburg. Tochter Rosalinde konnte nach England ausreisen. Die Freilassung von Ossietzkys aus der KZ-Haft am 28. Mai 1936 erlaubte es dem Ehepaar wieder, sich in Berlin zu sehen. Da Carl von Ossietzky sich in den beiden Jahren bis zu seinem Tod ständig in einem Krankenhaus aufhielt, wohnten die beiden jedoch nicht gemeinsam in einer Wohnung. Eine tragische Rolle spielte Maud von Ossietzky bei dem Versuch, das mit der Verleihung des Friedensnobelpreises verbundene Preisgeld sinnvoll anzulegen. Sie fiel dabei auf den ohne Kammerlizenz agierenden Rechtsanwalt Kurt Wannow herein, der ihr versicherte, die Preissumme in Höhe von knapp 100.000 Reichsmark zu verwalten. Doch Wannow veruntreute das Geld, sodass es schließlich zum Prozess kam.
Nach dem Ende des Zweiten Weltkriegs versuchte Maud von Ossietzky das publizistische Erbe ihres verstorbenen Mannes weiterzuführen. Als gebürtige Engländerin beantragte sie bei der britischen Besatzungsbehörde eine Lizenz zur Herausgabe einer Zeitschrift, die unter dem Titel Carl von Ossietzky’s Weltbühne monatlich erscheinen sollte. Sie erhielt die Lizenz im November 1945. Gegen diese Herausgabe der Zeitschrift wurde von den früheren Besitzern der Neuen Weltbühne, die bis 1939 im Exil erschienen war, Widerspruch eingelegt. Außerdem sollte der Journalist Peter de Mendelssohn von den Briten als Zensor des Blattes bestimmt werden, was den Herausgebern um Maud von Ossietzky nicht gefiel.
Daraufhin erschien die Zeitschrift schließlich ab Juni 1946 monatlich unter ihrem früheren Titel Die Weltbühne im sowjetischen Sektor Berlins und wurde nach Gründung der DDR am 7. Oktober 1949 weitergeführt. Das Erscheinungsbild orientierte sich stark an der ursprünglichen Ausgabe bis 1933. Auf der Titelseite wurde zusätzlich auf Carl von Ossietzky als ursprünglichen Herausgeber verwiesen. Nach 47 Jahren Bestand musste die von neuem erschienene Weltbühne 1993 abermals ihr Erscheinen einstellen.

## Ehrung
Im Oktober 2022 wurde ihr die Ossietzkystraße in Hamburg-Jenfeld zugewidmet. Diese ehrte zuvor nur ihren Ehemann.

## Darstellung Maud von Ossietzkys in der bildenden Kunst
- Wolfgang Frankenstein: Bildnis Maud von Ossietzky (Öl auf Leinwand, 90 × 70 cm, 1964)[2]